# Engelenvaart
De Engelenvaart (Fries en officieel: Engelenfeart) is een kanaal in Friesland tussen de Tjonger in het zuiden en de kanalen Nieuwe Heerenveense Kanaal en Veenscheiding aan de noordzijde. Het kanaal werd in 1841 aangelegd in opdracht van jhr. Daniël Engelen.
Het is tegenwoordig de westelijke grens van Heerenveen en is tevens de grens met de gemeente De Friese Meren. Vanuit het centrum van Heerenveen loopt het kanaal langs de woonwijken Nijehaske en De Greiden. Daarna langs het recreatiegebied De Heide. Hier en ten zuiden van de brug bij Nieuweschoot is voor vaartuigen een favoriete ligplaats voor een of meer overnachtingen. Het kanaal wordt alleen gebruikt door de pleziervaart.

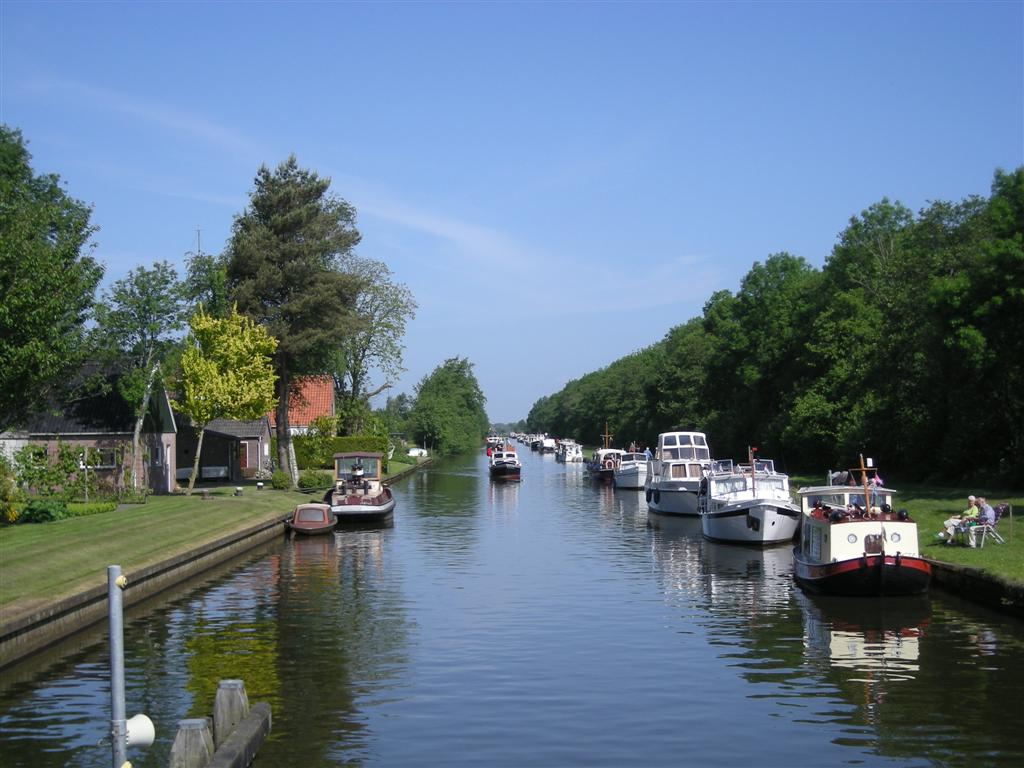
Engelenvaart bij brug Nieuweschoot